# Carmelo Gitto
Carmelo Gitto, né le 3 juillet 1987 à Barcellona Pozzo di Gotto en Italie, est un joueur italien de volley-ball. Il mesure 2,00 m et joue central.

## Clubs
| Club              | De        | À         |
| ----------------- | --------- | --------- |
| Bassano Volley    | 2007-2008 | 2008-2009 |
| Top Volley Latina | 2009-2010 | ...       |

## Palmarès
- Challenge Cup
  - Finaliste : 2014
- Coupe de la CEV
  - Finaliste : 2013